# Parc de la Torreblanca
El Parc de la Torreblanca és un espai enjardinat d'unes 12 hectàrees de l'àrea metropolitana de Barcelona entre els municipis de Sant Just Desvern, Sant Joan Despí i Sant Feliu de Llobregat (Baix Llobregat), catalogat com a bé cultural d'interès local.

## Història i descripció
La notícia documental més antiga esmenta la torre Soller o de Fonollar, que el 1310 Guillem Dufort va vendre a Grau Trilla. El 1564, els Requesens van vendre la torre Blanca a Enric Agullana, donzell de Barcelona, incloent-hi les terres, el trull, el forn, dues farineres i la capella.

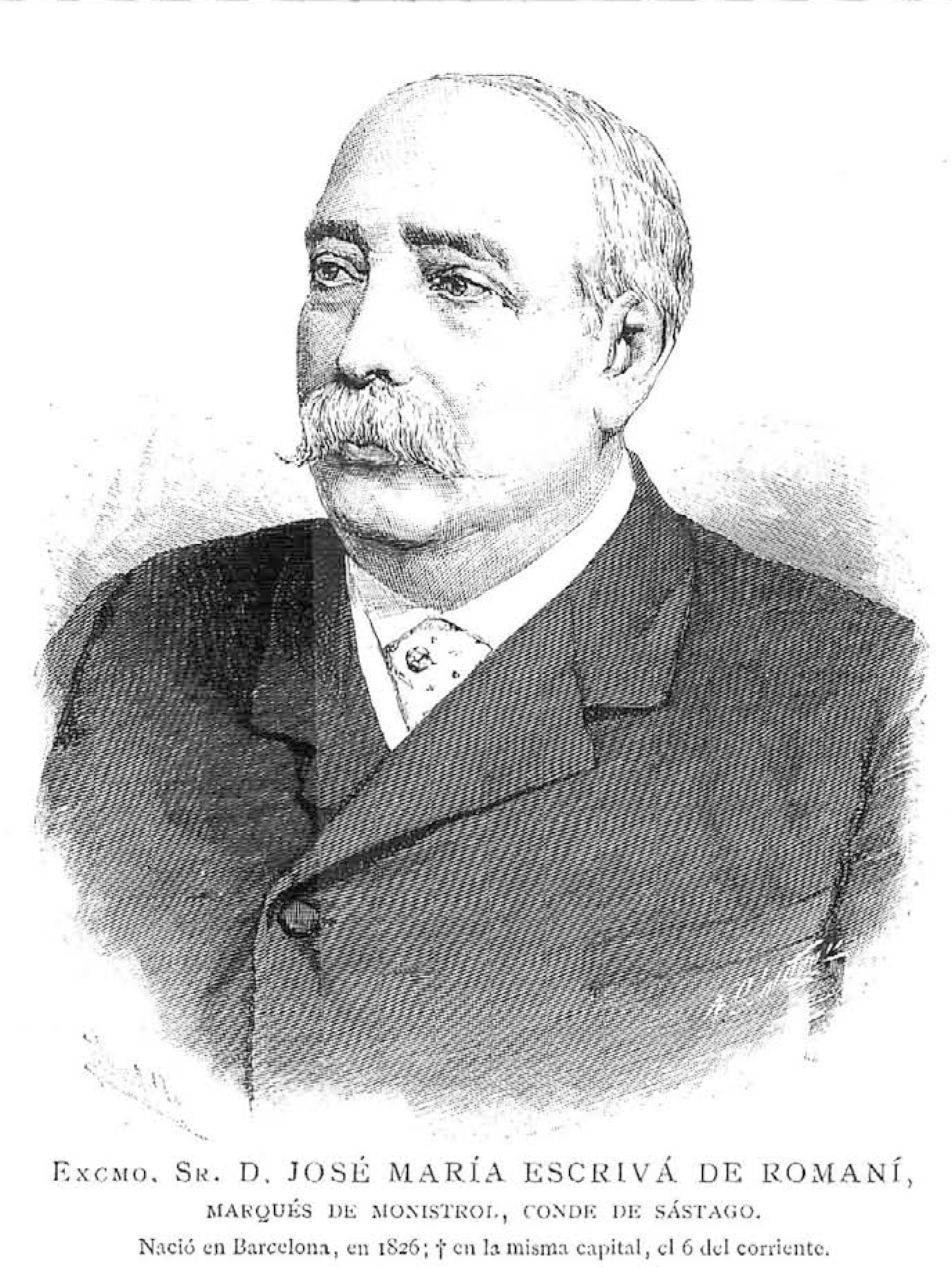
Retrat de Josep Maria Escrivà de Romaní i Dusai

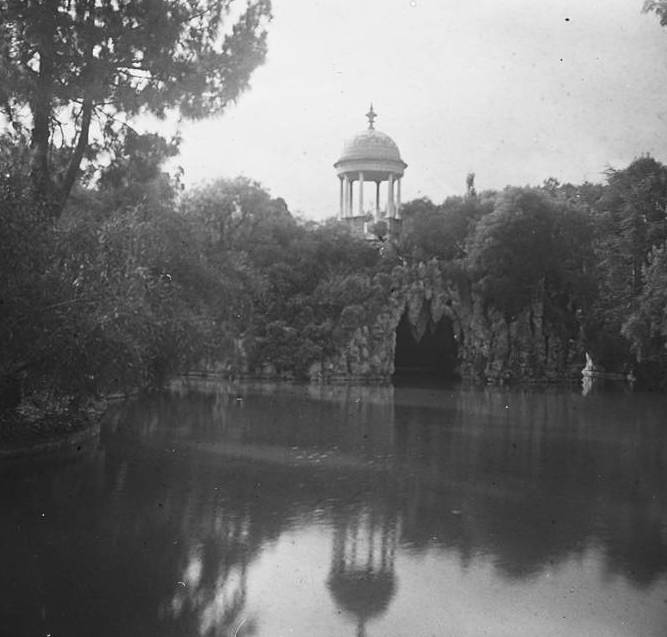
Imatge del 1922

Al segle xviii pertanyia als Dusai, i a finals del segle xix, Josep Maria Escrivà de Romaní i Dusai, tercer marquès de Monistrol, emprengué una gran reforma de la finca, fent construir un palau neogòtic sobre les restes de l'antic mas i els jardins romàntics. De planta baixa i tres pisos, era orientat al nord i es trobava on avui hi ha l'esplanada del laberint. L'interior era molt luxós, contenia importants col·leccions de pintures, llibres, mobles, tapissos i altres objectes de gran valor. La capella de Santa Anna es comunicava amb el palau per la planta baixa i pel segon pis. El 1887, Simó Dot i Canalies, capatàs i apoderat del marquès, hi dirigí la construcció de diversos edificis (cotxeres, corts, habitacles de carreters i pastor, vaqueria, magatzems i safareigs), actualment ocupats pel Consell Comarcal del Baix Llobregat, a més de l'habitatge de la porteria.
Durant la Guerra Civil, la finca va ser primer municipalitzada, i després ocupada més tard per la Guàrdia d'Assalt, i un cop finalitzat el conflicte, per la Guàrdia mora. Quedà molt malmesa i els marquesos van convertir-la en una granja agropecuària, fet que accentuà el deteriorament del palau, finalment enderrocat el 1958. A sota aparegueren les restes de l'antiga Torreblanca: un recinte rectangular, delimitat per murs gruixuts i una torre rodona a cada cantonada.
El 1982, després de diversos intents d'urbanització, la Corporació Metropolitana de Barcelona va adquirir la finca i la va rehabilitar, enderrocant la capella, i el 24 d'abril del 1983 fou oberta com a parc públic. Els jardins conserven bona part del seu esplendor. El centre és ocupat per un estany quasi sec, envoltat de diversos elements d'interès arquitectònic, dues coves artificials de caràcter romàntic, una amb embarcador. Damunt hi ha un templet eclèctic d'inspiració grega, envoltat per vuit columnes estriades d'estil corinti i pedestals de granit grisenc amb daus esculpits. Són de marbre blanc coronades per capitell del mateix material. A l'entorn hi ha una torre mirador formada per paredat antic i coronada per merlets de maó, on es puja per una escala de caragol que conté un pou dins l'ull de l'escala. Un pont romàntic imitant fusta travessa un sector del llac.